# Mikuláš Klaudyán
Mikuláš Klaudyán († srpen 1521 Lipsko) byl český učenec, lékař, kartograf a tiskař, autor první tištěné mapy Čech. Klaudián byl člen jednoty bratrské. Svoji tiskárnu založil v Mladé Boleslavi a při své práci udržoval styky s norimberskými dílnami.

## Jméno
Jméno se píše Klaudyán nebo Klaudián, latinsky Claudianus, což znamená kulhavý. Mohlo to být jak osobní přízvisko, odvozené od tělesného postižení, mohla to být ale i v té době módní "latinizace" (polatinštění) celkem běžného českého příjmení "Kulhavý".

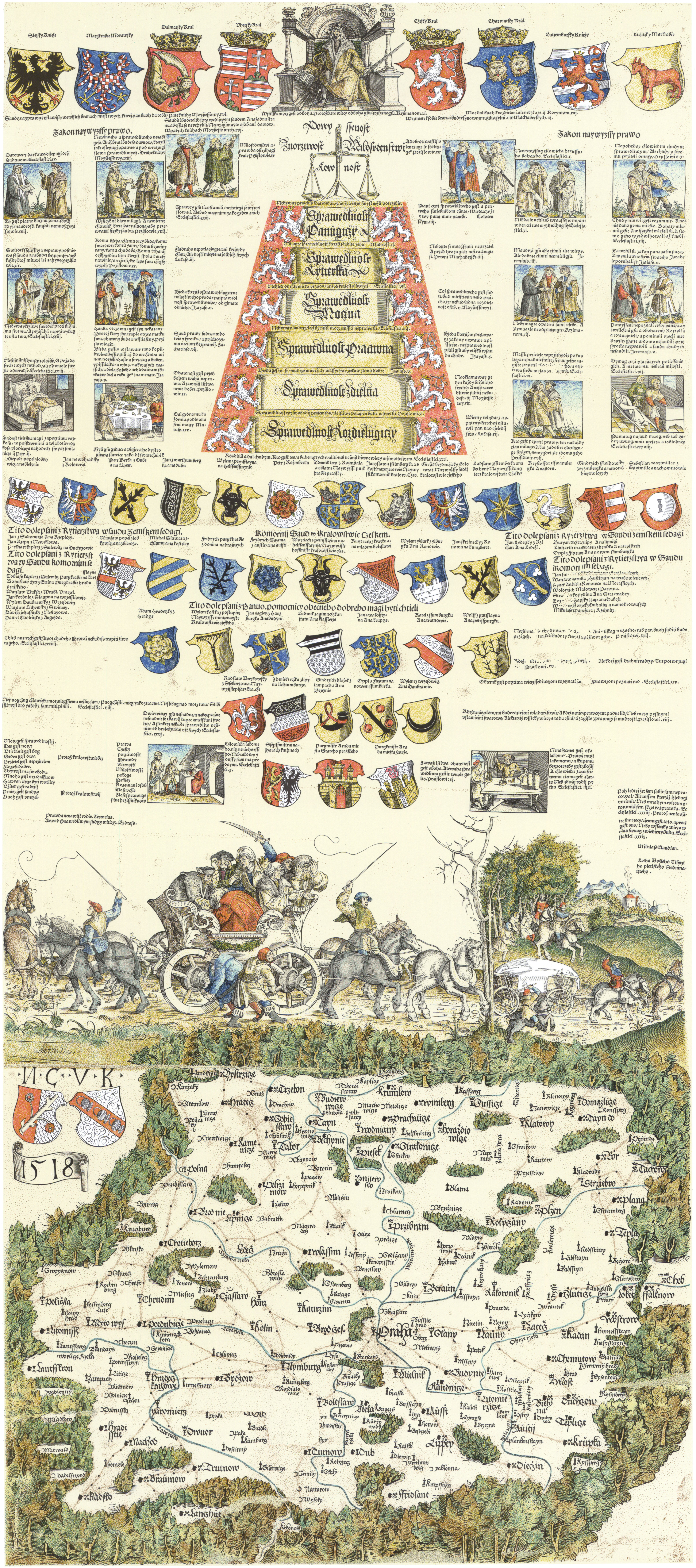
Klaudyánova mapa 1518

Vytvořil první samostatnou mapu Čech která byla roku 1517 vyřezána do dřeva a o rok později vytištěna v Norimberku. Vlastní mapa zaujímá jenom 1/3 mapového listu, zbytek zobrazuje erby panovnických rodů a znaky královských měst, obrazy z biblických příběhů a alegorické zobrazení politických poměrů. Mapa je orientována k jihu a zobrazuje kromě měst, osad, hradů a zámků, opevněných klášterů i pohraniční hory, lesní celky a říční síť. Popis názvů je česky.
Bývalá Klaudyánova tiskárna se nacházela na místě domu Na Karmeli 77/2 v Mladé Boleslavi, asi 150 m od bývalého Sboru jednoty bratrské; ulice poblíž nese jméno Klaudiánova. Rovněž po jeho osobě nese název mladoboleslavská Klaudiánova nemocnice.